# مقاطعة هندري (فلوريدا)
مقاطعة هندري هي مقاطعة في فلوريدا، بلغ عدد سكانها 39٬140  نسمة، في 2010، عاصمتها لابل، تبلغ مساحتها 3٬082 كيلومتر مربع.

## الموقع
تشترك في الحدود مع:
- مقاطعة غلادس (فلوريدا)
- مقاطعة بالم بيتش، فلوريدا
- مقاطعة بروارد ، فلوريدا
- مقاطعة لي
- مقاطعة أوكيتكوبي (فلوريدا)
- مقاطعة كولير
- مقاطعة مارتن (فلوريدا)
- مقاطعة شارلوت (فلوريدا).

## التقسيمات الإدارية
- لابل.